# Homestead (Iowa)
Homestead è un census-designated place (CDP) degli Stati Uniti d'America, situato nello stato dell'Iowa, nella contea di Iowa.